# 아가씨와 충견군
아가씨와 충견군(일본어: お嬢と番犬くん A Girl & Her Guard Dog[*])은 하츠하루가 쓰고 그린 일본 만화 시리즈이다. 2018년 12월부터 고단샤의 소녀 만화 잡지 별책 프렌드에 연재되었으며, 2023년 9월 현재 단행본 9권으로 편찬되었다. Project No.9를 각색한 TV 애니메이션 시리즈로 2023년 9월부터 12월까지 방영되었다. 실사 영화 각색판은 2025년 2분기에 첫 방송될 예정이다.

## 개요
세나가키 이사쿠는 할아버지 타스케가 세나가키 야쿠자 보스이기 때문에 주변 사람들로부터 두려움을 받아왔다. 그녀는 우토 케이야에 대한 짝사랑을 포기하고 평범한 연애 생활을 위해 고등학교에 입학하지만 케이야는 나이를 속여 같은 학교에 입학한다.